# Dicranopygium goudotii
Dicranopygium goudotii är en enhjärtbladig växtart som beskrevs av Gunnar Wilhelm Harling. Dicranopygium goudotii ingår i släktet Dicranopygium och familjen Cyclanthaceae. Inga underarter finns listade.